# Tzora
Tzora est une ancienne ville de la Shéphélah en Israël. Elle appartenait à la tribu de Juda, à la frontière avec le territoire de la tribu de Dan. Elle est célèbre pour être la ville de naissance de Samson.
Le kibboutz Tzora tire son nom de cette ville biblique.